# Blackburneus nyassicus
Blackburneus nyassicus är en skalbaggsart som beskrevs av Rudolph Petrovitz 1969. Blackburneus nyassicus ingår i släktet Blackburneus och familjen Aphodiidae. Inga underarter finns listade.